# Taraxacum tolmaczevii
Taraxacum tolmaczevii là một loài thực vật có hoa trong họ Cúc. Loài này được Jurtzev miêu tả khoa học đầu tiên năm 1987.